# Prangerlinde Großpörthen

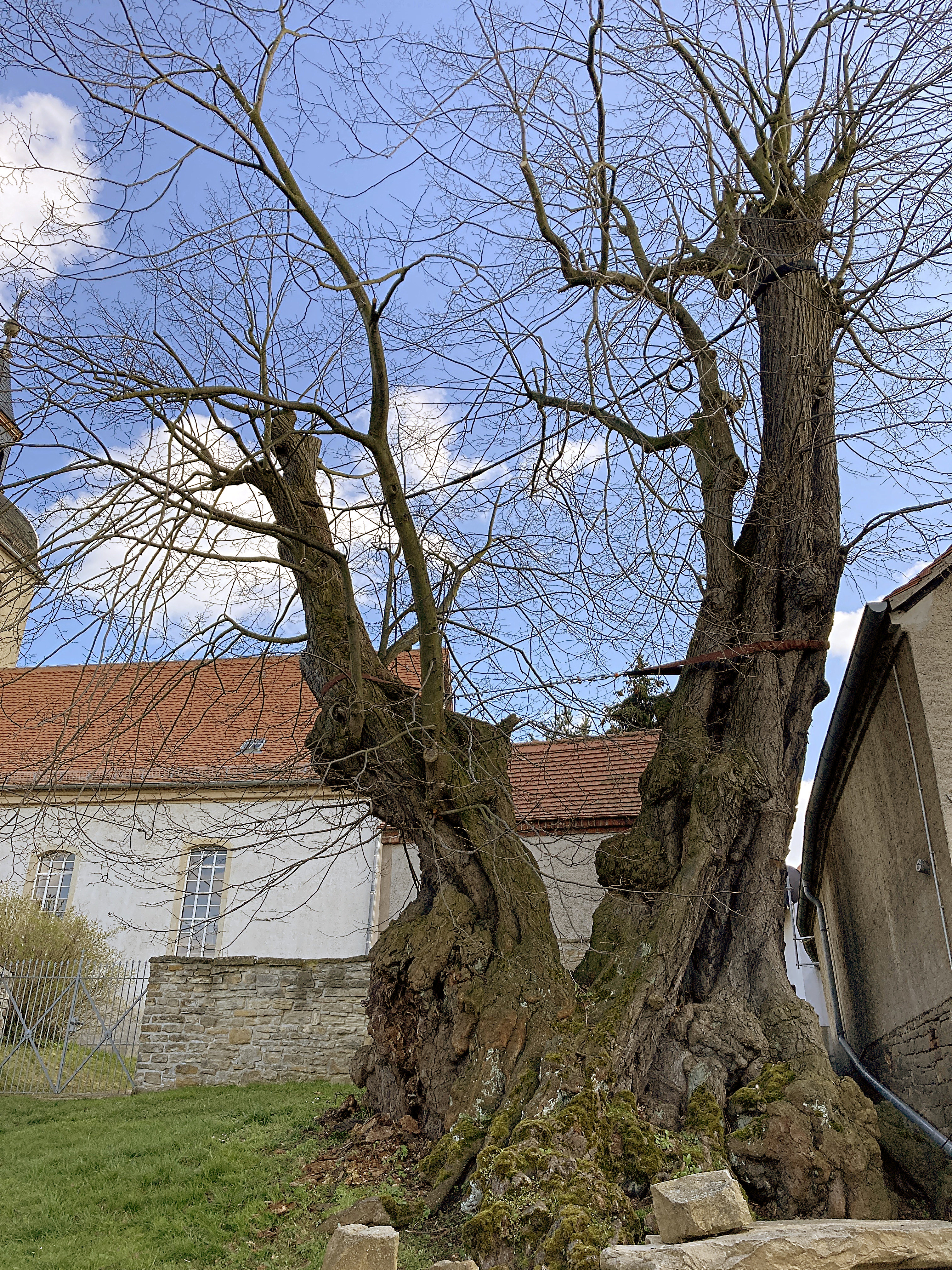
Prangerlinde neben Kirche in Großpörthen

Die Prangerlinde Großpörthen ist ein besonders markantes Baumdenkmal im Ortsteil Großpörthen der Gemeinde Schnaudertal im Burgenlandkreis im Süden von Sachsen-Anhalt. Großpörthen liegt ca. 5 km südöstlich von Zeitz an der Verbindungsstraße K 2217 zwischen der B 180 und der B 2.

## Beschreibung
Die Prangerlinde wurde wahrscheinlich früher als Gerichtsbaum genutzt und steht am nördlichen Hang neben der Kirche in Großpörthen. Mit ca. 9,85 m Stammumfang gemessen auf 1,5 m Höhe und einer derzeitigen Höhe von ca. 12 m ist sie wahrscheinlich die dickste Winterlinde Deutschlands. Da sie bis 2021 weder als Naturdenkmal registriert wurde und auch in diversen Datenbanken zu markanten Baumexemplaren nicht verzeichnet war, ist sie noch recht unbekannt. Dies änderte sich aber seit dem 11. Juni 2021, als sie anlässlich der 900-Jahr-Feier der Ortschaft Großpörthen als siebter Baum in den Stand eines Nationalerbe-Baums erhoben wurde.
Die Altersbestimmung ist bei solch uralten Linden relativ schwierig, zudem der Prangerlinde (ca. 1950) ein Stammteil hangaufwärts weggebrochen sein soll. Zurzeit wird das Alter der Linde auf ca. 700–900 Jahre geschätzt, was mit der Gründung des Ortes (1121 erstmals erwähnt) zusammenfallen würde. Die Nutzung des Baums als Gerichtsbaum ist insofern belegt, als ein verrostetes Halseisen am Baum noch zu erkennen ist.
Die Wahl des Kuratorium Nationalerbe-Bäume, die Prangerlinde in den Stand eines Nationalerbe-Baums zu erheben, gewährleistet nun eine einfühlsame Pflege und Sicherung der Erhaltung des Baums. Sinnvoll erscheint dies, da er die besondere Hanglage mit zahlreichen Überwallungen im Stamm- und Wurzelbereich selbst ausgeglichen hat und sehr vital austreibt – was die Intention seiner Auswahl nur noch unterstützt.

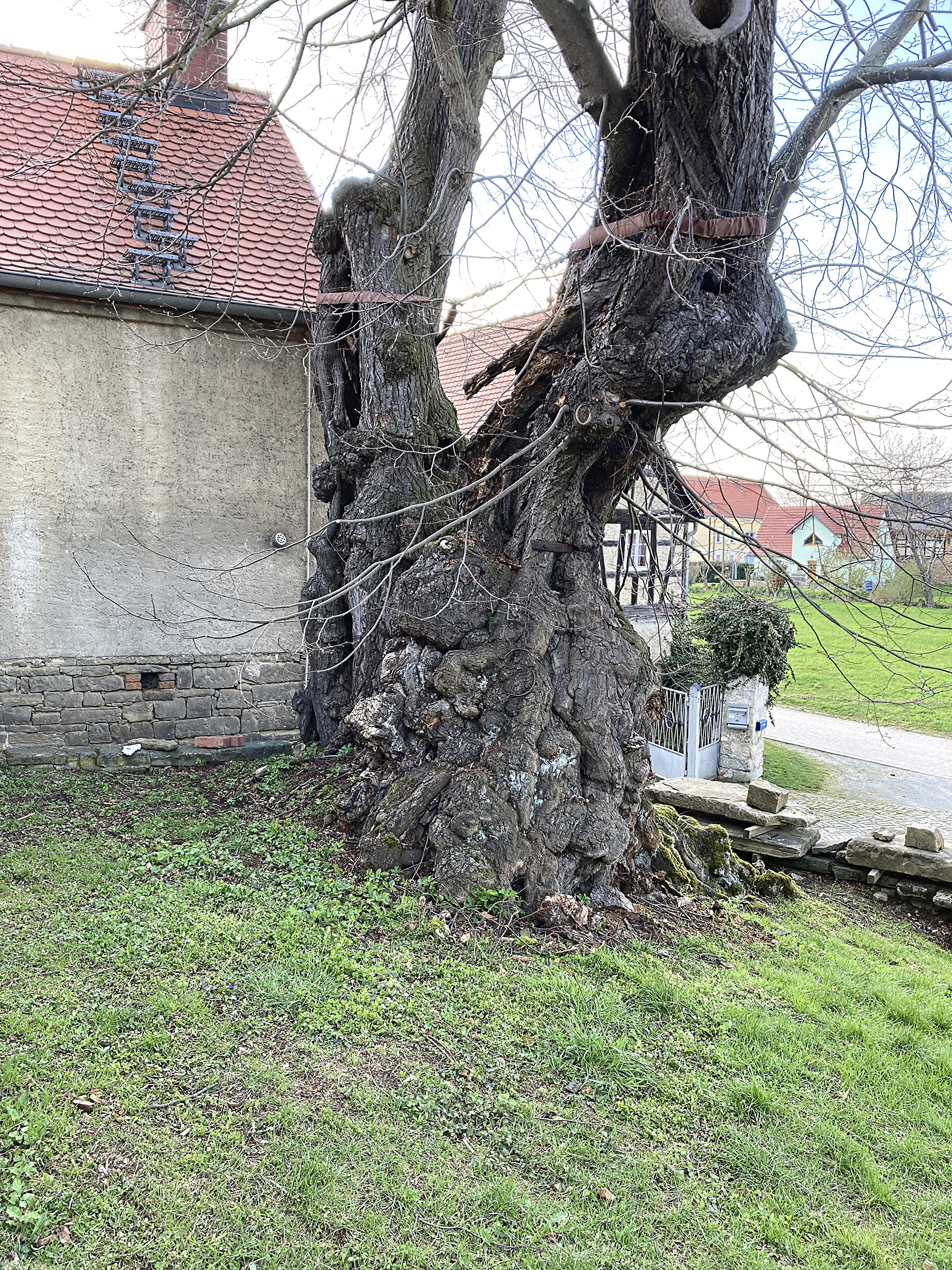
Am Hang
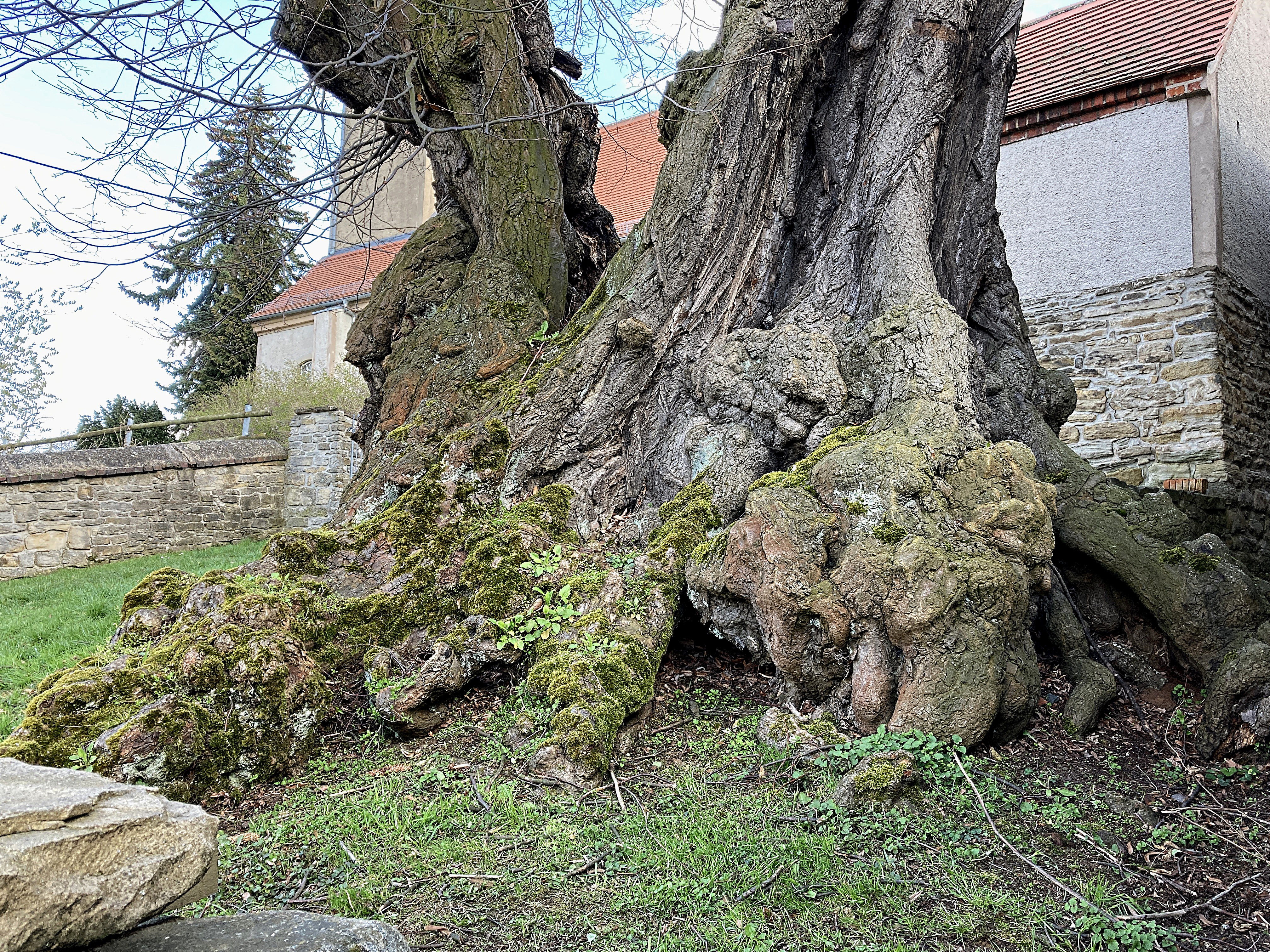
Stamm unten
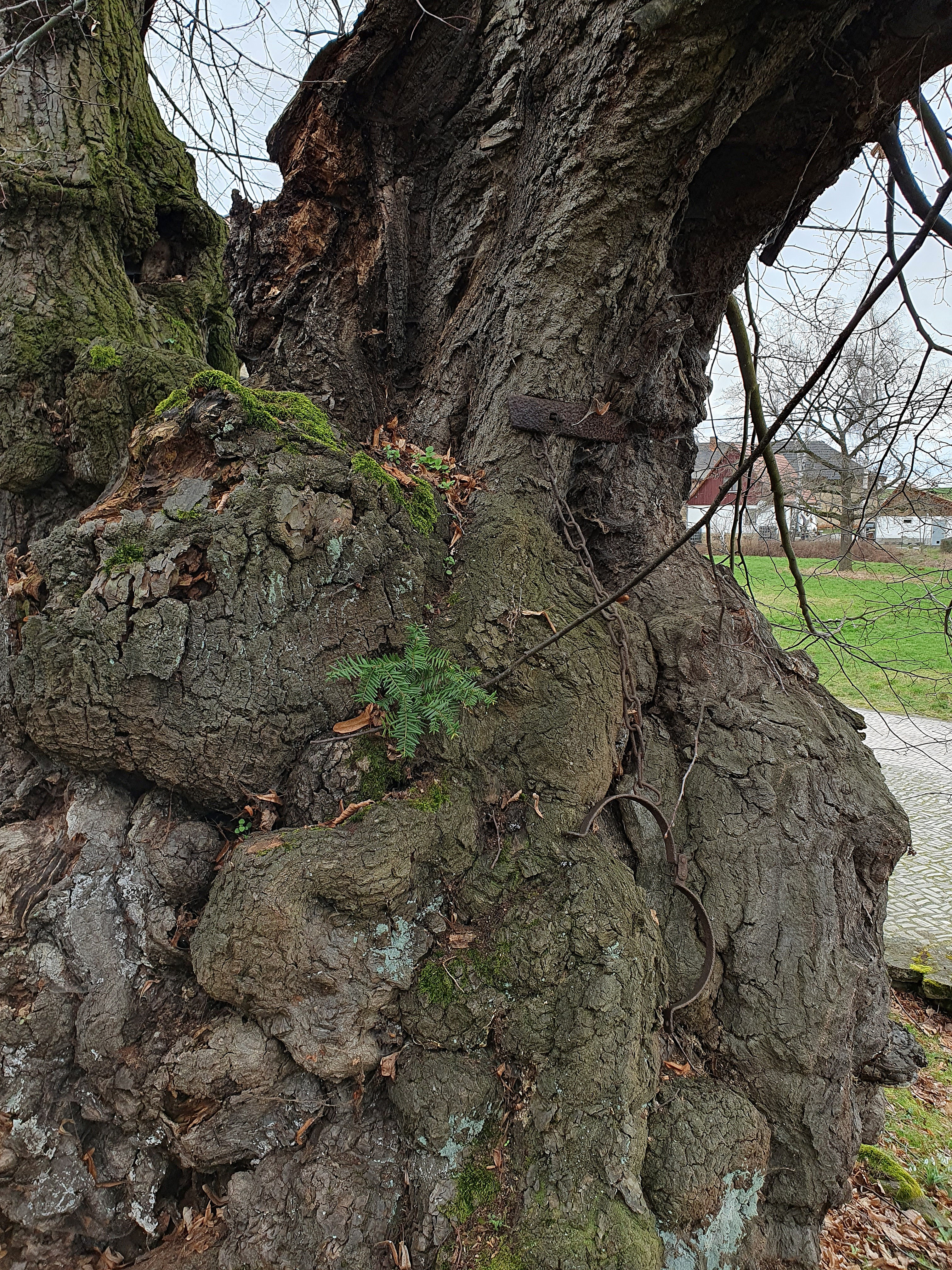
Halseisen
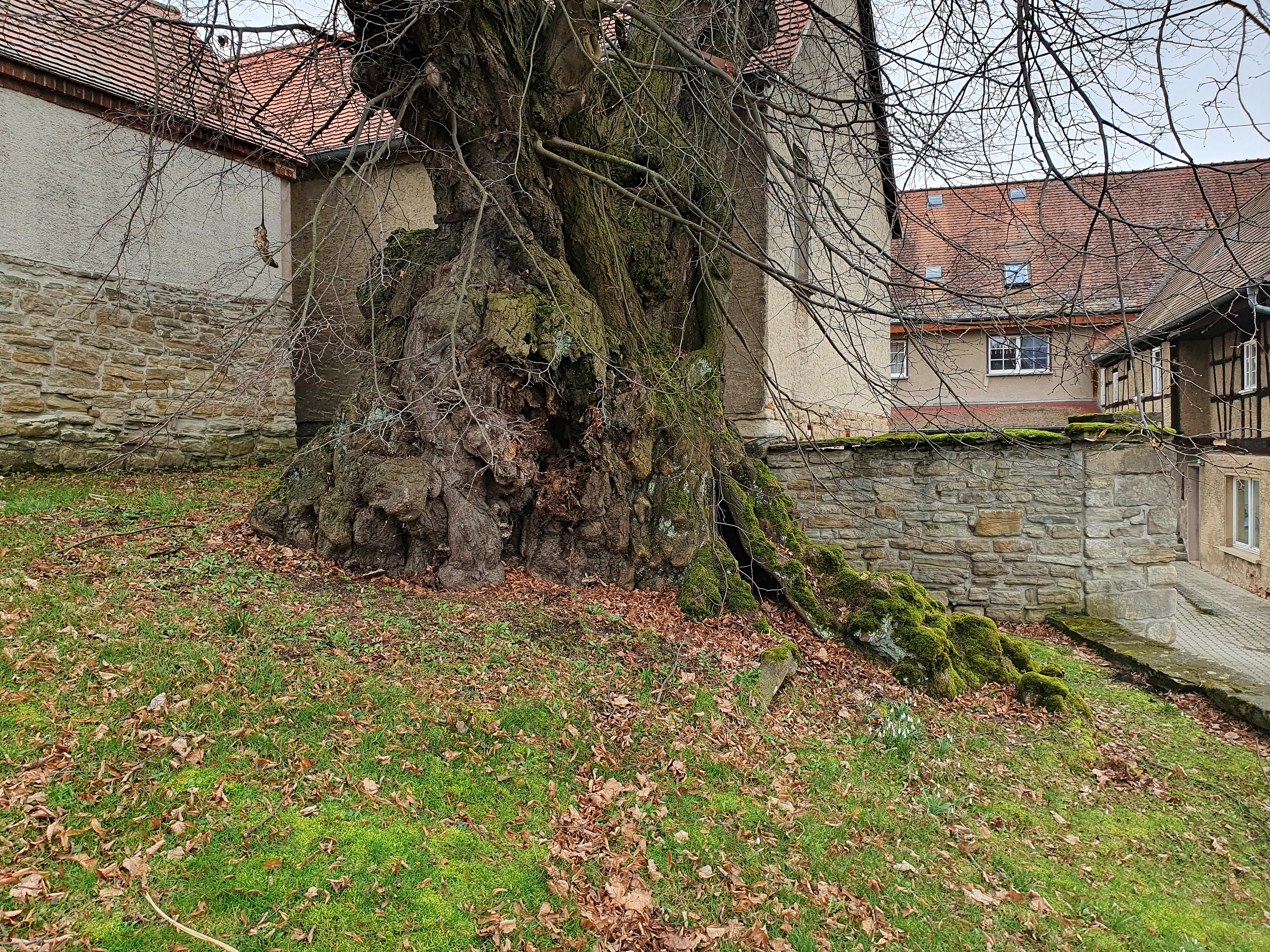
Wurzel
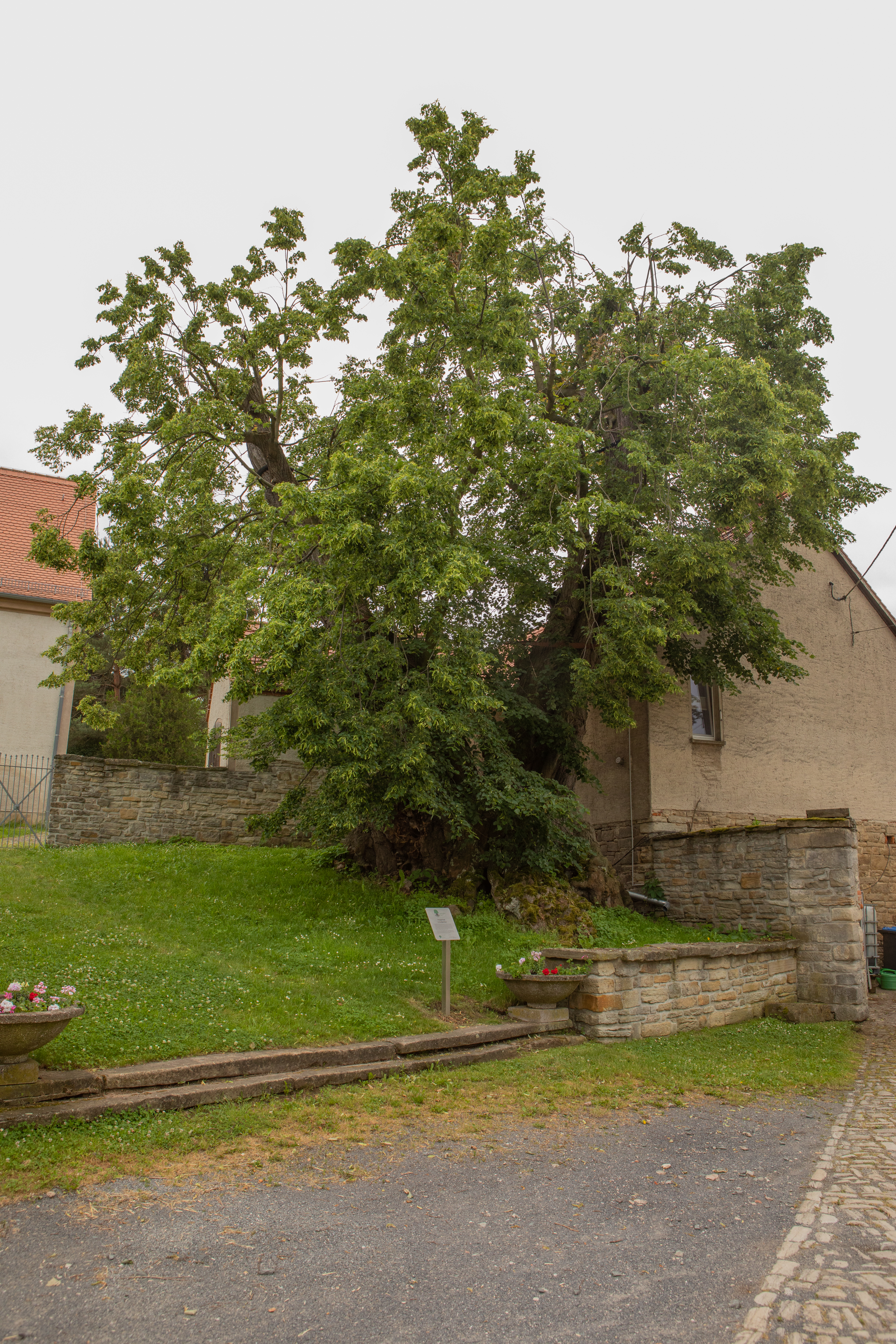
Im Juni
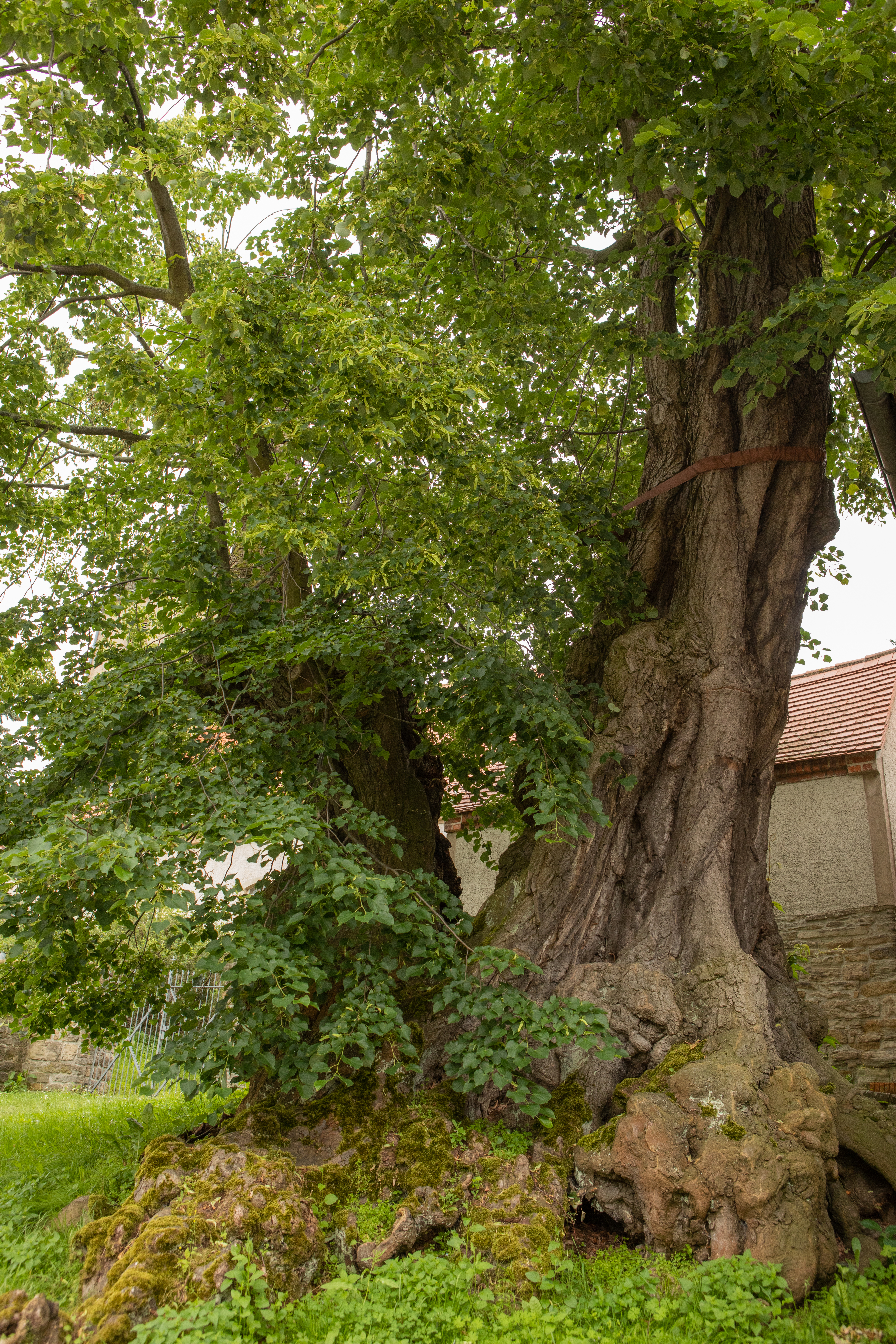
Von unten
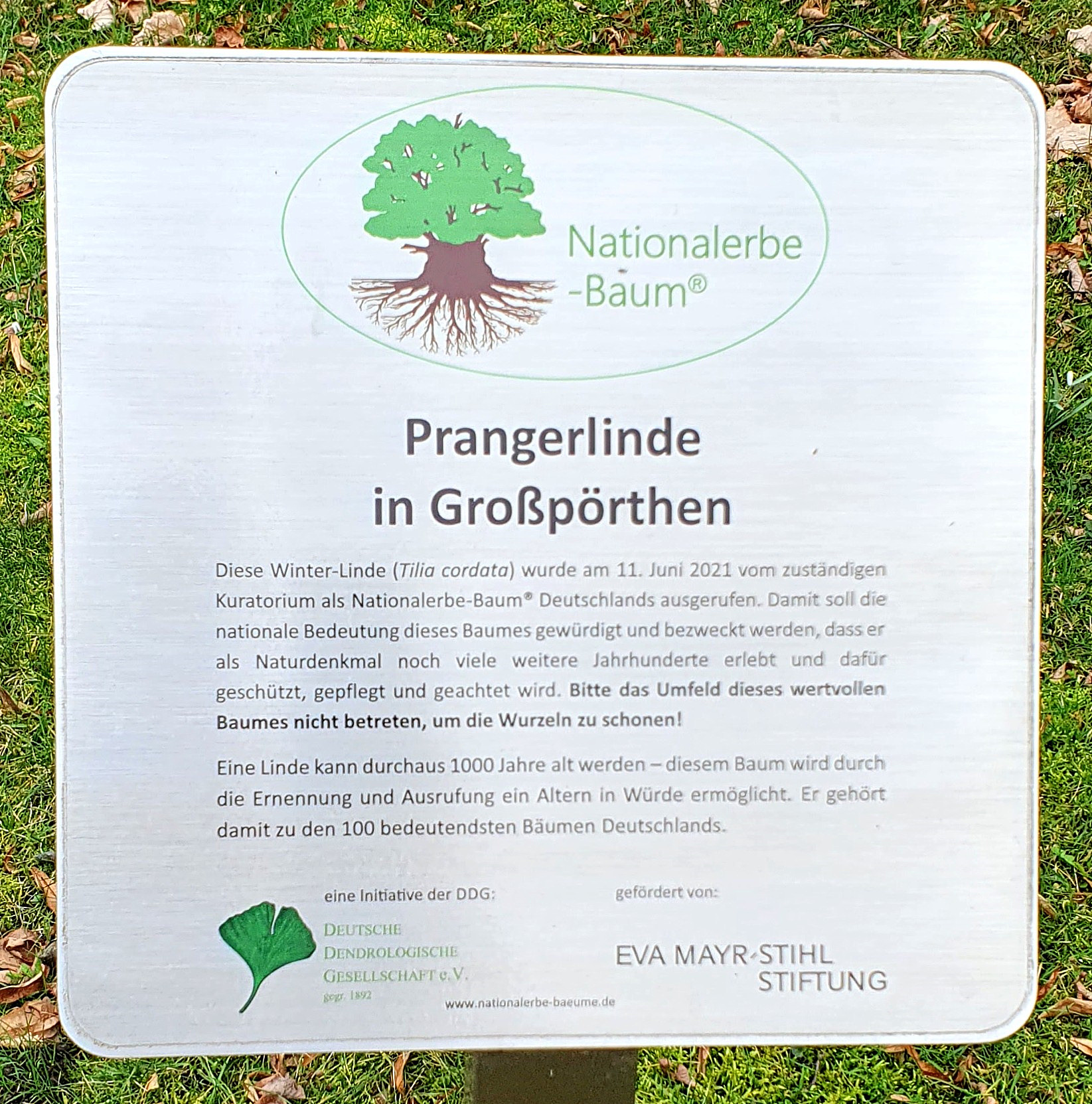
Schild Nationalerbe-Baum